# ヘイドン・ベンドール
ヘイドン・ベンドール (Haydn Bendall、1951年4月13日 - ) は、イングランドの音楽プロデューサー、音響技術者、ミキサー。アビー・ロード・スタジオでチーフ・エンジニアを10年間務めた経歴を持ち、オーディオ・プロ・アワードで2009年のベスト・エンジニア賞を受賞している。

## 経歴
オレンジ・スタジオでキャリアをスタートさせたのち、スタインウェイ・アンド・サンズでピアノの調律師となる。その後、1973年にケン・タウンゼントのアビー・ロードにおけるチームに非常勤のアシスタントとして参加し、翌年から常勤として勤め始める。
初めにベンドールはトニー・クラークと共同でハービー・フラワーズや、スティーヴ・ハーレイ、アラン・パーソンズ、クリフ・リチャード、キャメルのアルバムに携わるほか、スカイとの緊密な関係を築いた。1980年代から1990年代にかけてケイト・ブッシュの『愛のかたち』（1985年）を含む5枚のアルバムを手がける。アビー・ロードではその後、XTC、トーヤ、ティナ・ターナー、マッシヴ・アタックなどのエンジニアリングやプロデュースを手がけた。映画サウンドトラックでは『長く熱い週末』、グラミー賞を受賞した『ラストエンペラー』で坂本龍一の作品を手がけている 。
1991年にアビー・ロードを去り、フリーランスのプロデューサー、エンジニアとして活動を開始した。フリーランスとしては、ペット・ショップ・ボーイズ、エヴリシング・バット・ザ・ガール、パット・メセニー、クリス・ボッティ、レオナ・ルイス、ザ・プリースツ、マイク・バット、ケイティ・メルアの作品を手がけている。1992年にはパット・メセニーのグラミー受賞アルバム『シークレット・ストーリー』のエンジニアリングのほか、エリック・ウールフソンのミュージカル「ガウディ」、「ギャンブラー」、「ポー」を手がけた。
近年ではラッセル・ワトソンの『ラ・ヴォーチェ』と、ザ・プリースツの『Noël』のミキシングおよびエンジニアリングを手がけている。ほかに、ベネディクト16世の声をフィーチャリングした『(Musik Aus Dem Vatikan) Alma Mater』、アンドレア・ボチェッリ用のオーケストラ・トラックのレコーディングと、シフィオ・ヌツシェベのミキシングを手がけた。現在はロンドンはショアディッチのストロングルーム・スタジオを拠点に、ジェローン、ケイティ・メルア、ロンドン・ブルガリアン合唱団、イゴール・グリゴリエフの制作に携わっている。